# Вестерлі (переписна місцевість, Род-Айленд)
Вестерлі (англ. Westerly) — переписна місцевість (CDP) в США, в окрузі Вашингтон штату Род-Айленд. Населення — 18 423 особи (2020).

## Географія
Вестерлі розташоване за координатами 41°22′18″ пн. ш. 71°48′26″ зх. д. / 41.37167° пн. ш. 71.80722° зх. д. (41.371804, -71.807301).  За даними Бюро перепису населення США в 2010 році переписна місцевість мала площу 42,78 км², з яких 40,98 км² — суходіл та 1,80 км² — водойми.

## Демографія
Згідно з переписом 2010 року, у переписній місцевості мешкало 17 936 осіб у 7696 домогосподарствах у складі 4706 родин. Густота населення становила 419 осіб/км².  Було 8577 помешкань (200/км²).
Расовий склад населення:
| - 92,2 % — білих - 3,0 % — азіатів - 1,0 % — чорних або афроамериканців - 0,5 % — корінних американців - 1,0 % — осіб інших рас |

До двох чи більше рас належало 2,2 %. Частка іспаномовних становила 3,2 % від усіх жителів.
За віковим діапазоном населення розподілялося таким чином: 21,1 % — особи молодші 18 років, 60,4 % — особи у віці 18—64 років, 18,5 % — особи у віці 65 років та старші. Медіана віку мешканця становила 43,6 року. На 100 осіб жіночої статі у переписній місцевості припадало 91,0 чоловіків;  на 100 жінок у віці від 18 років та старших — 88,1 чоловіків також старших 18 років.
Середній дохід на одне домашнє господарство  становив 78 220 доларів США (медіана — 58 499), а середній дохід на одну сім'ю — 92 039 доларів (медіана — 68 827). Медіана доходів становила 49 761 долар для чоловіків та 43 189 доларів для жінок. За межею бідності перебувало 10,2 % осіб, у тому числі 17,0 % дітей у віці до 18 років та 8,0 % осіб у віці 65 років та старших.
Цивільне працевлаштоване населення становило 8934 особи. Основні галузі зайнятості: освіта, охорона здоров'я та соціальна допомога — 25,2 %, мистецтво, розваги та відпочинок — 19,3 %, виробництво — 12,4 %, роздрібна торгівля — 10,3 %.